# میشائل اچ. حرفه: کارگردان
میشائل اچ. حرفه: کارگردان (به آلمانی: Michael Haneke - Liebe zum Kino) (به انگلیسی: Michael H – Profession: Director) فیلم مستندی است که ایو مونمایر، فیلم‌ساز فرانسوی، در سال ۲۰۱۳ درباره میشائل هانکه، کارگردان اتریشی ساخته است. مونمایر پیش از این مستندهایی درباره برخی آثار هانکه ساخته بود که در نسخه دی‌وی‌دی فیلم‌ها قرار می‌گرفت. در این مستند، میشائل هانکه در پشت صحنه فیلم‌های کد مجهول، روبان سفید و عشق در حال کارگردانی دیده می‌شود. برخی از بازیگران فیلم‌هایش (ژولیت بینوش، بئاتریس دال، ایزابل هوپر، سوزان لوتار، امانوئل ریوا و ژان-لویی ترنتینیان) نیز در فیلم حضور دارند و درباره او صحبت می‌کنند.